# Сер-Кастет
Сер-Касте́т (фр. Serres-Castet) — коммуна во Франции, находится в регионе Аквитания. Департамент — Атлантические Пиренеи. Административный центр кантона Тер-де-Люи и Кото-дю-Вик-Бий. Округ коммуны — По.
Код INSEE коммуны — 64519.

## География

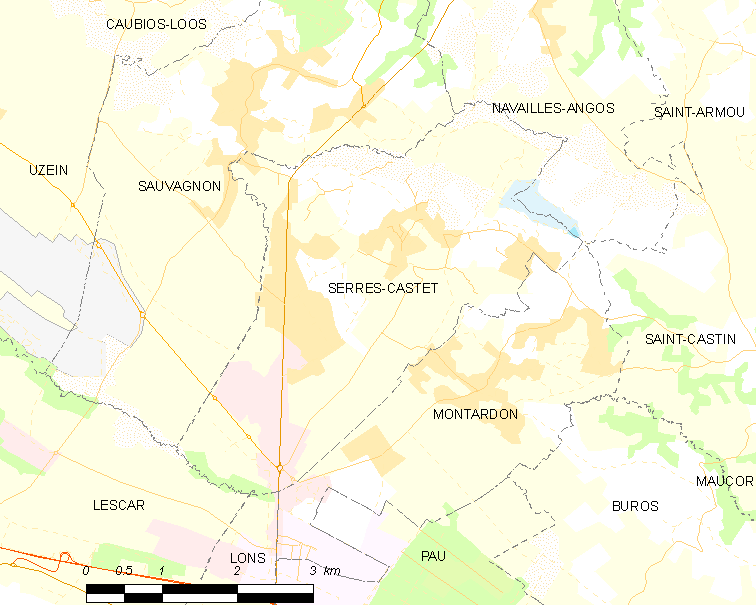
Карта коммуны

Коммуна расположена приблизительно в 650 км к югу от Парижа, в 165 км южнее Бордо, в 10 км к северу от По.
На северо-востоке коммуны расположено озеро Сер-Кастет, образованное плотиной.

### Климат
Климат тёплый океанический. Зима мягкая, средняя температура января — от +5°С до +13°С, температуры ниже −10 °C бывают редко. Снег выпадает около 15 дней в году с ноября по апрель. Максимальная температура летом порядка 20-30 °C, выше 35 °C бывает очень редко. Количество осадков высокое, порядка 1100 мм в год. Характерна безветренная погода, сильные ветры очень редки.

## Население
Население коммуны на 2010 год составляло 3647 человек.
| 1962 | 1968 | 1975 | 1982 | 1990 | 1999 | 2010 |
| ---- | ---- | ---- | ---- | ---- | ---- | ---- |
| 536  | 749  | 1226 | 2196 | 2430 | 3038 | 3647 |

## Администрация
| Период | Период | Фамилия         | Партия       | Примечания |
| ------ | ------ | --------------- | ------------ | ---------- |
| 1989   | 1995   | Рене Форг       |              |            |
| 1995   | 2014   | Жан-Пьер Мимьяг |              |            |
| 2014   | 2020   | Жан-Ив Курреж   | Разные левые |            |

## Экономика
В 2010 году среди 2388 человек трудоспособного возраста (15-64 лет) 1729 были экономически активными, 659 — неактивными (показатель активности — 72,4 %, в 1999 году было 70,1 %). Из 1729 активных жителей работали 1599 человек (844 мужчины и 755 женщин), безработных было 130 (48 мужчин и 82 женщины). Среди 659 неактивных 245 человек были учениками или студентами, 249 — пенсионерами, 165 были неактивными по другим причинам.

## Достопримечательности
- Церковь Св. Иулиана (XI век)[4]

## Города-побратимы
- Кампо-Сан-Мартино (Италия, с 2001)